# نغمه معرف

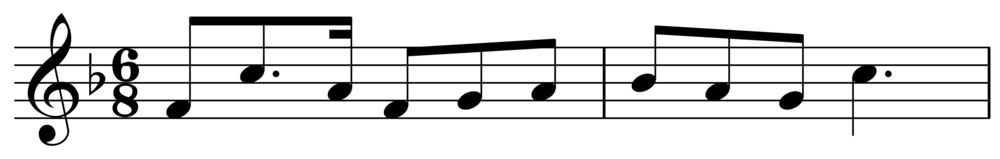
نمونه‌ای از نغمهٔ معرّف اپرای زیگفرید، اثرِ ریشارد واگنر

نغمهٔ معرّف، نقش‌مایهٔ معرف یا لایت‌موتیف (از آلمانیِ Leitmotiv به‌معنی نغمهٔ راهبر یا شاخص) قطعه‌ای کوتاه و تکرارشونده است که در برخی از کارهای موسیقی برای اشاره به شخصیتی یا مکانی یا اندیشه‌ای به‌کار می‌رود.
بدین‌ترتیب، نغمهٔ معرّف یا لایت‌موتیف نشانه‌ای می‌شود که با هر بار حضور، اجراشونده را به‌یاد آن شخصیت یا مکان یا اندیشه می‌اندازد.
نغمهٔ معرف ایده‌ای موسیقایی است که در یک قطعه موسیقی، معمولاً اپرا، برای تداعی شخص و شیء و احساس و مانند آن تکرار می‌شود.
اگرچه نغمهٔ معرّف معمولاً نغمهٔ کوتاهی است، ولی گاه به‌صورت ضرب‌آهنگ یا آکورد خاصی هم به‌کار می‌رود.
نغمهٔ معرّف را نخست کارل ماریا فون وبر، آهنگساز آلمانی، به‌کار برد؛ ولی مشهورترین کاربرد آن در اپراهای ریشارد واگنر، دیگر آهنگساز آلمانی است.
میتوان به نوع دیگر موسیقی شخصیت پردازانه نیز بیان کرد. 
موتیف یا نغمه راهنما موزیکی است که برای یک شخصیت، شی، کاراکتر یا مکان به صورت جداگانه طراحی شده و در طول اثر آنرا همراهی نموده و باعث شرطی شدن مخاطب نسبت به آن عنصر شده و همان حس را حتی در زمان غیابش تداعی می کند.